# Buciumeni (okręg Vâlcea)
Buciumeni – wieś w Rumunii, w okręgu Vâlcea, w gminie Drăgoești. W 2011 roku liczyła 324 mieszkańców.